# Пенцо, Сара
Сара Пенцо (итал. Sara Penzo; род. 16 декабря 1989, Кьоджа, Венеция) — итальянская футболистка, вратарь команды «Рома» (с 2018 года) и сборной Италии. Чемпионка Европы среди девушек до 19 лет 2008 года.

## Карьера

### Клубная
Юная Сара начала играть в футбол в возрасте 7 лет и была приглашена в одну из городских команд. Изначально девочку воспринимали скептически мальчишки, однако благодаря хорошей вратарской игре Сара стала «своей» для них. Позднее Сара стала участвовать во множестве соревнований на уровне провинции Венеция и в возрасте 13 лет стала основным игроком клуба «Кьоджа Сотомарина», а с 2006 года стала играть за молодёжный состав клуба «Гордидже», выступавшего в Серии Б. Осенью 2006 года Сара получила серьёзную травму во время одного из матчей и выбыла до конца сезона. Врачи диагностировали у девушки разрыв крестообразных связок, вследствие чего потребовалась операция. Несмотря на вынужденный перерыв, Сара вскоре восстановилась и отправилась в расположение сборной до 19 лет, в составе которой успешно провела матчи квалификации к чемпионату Европы 2008 года.
В 2007 году 17-летняя Сара совершила переход в команду Серии А «Торрес» из города Сассари. В ходе сезона команда стала серебряным призёром чемпионата Италии, но при этом выиграла национальный кубок стараниями Сары. Летом 2008 года Сару как новоиспечённую чемпионку Европы среди девушек до 19 лет выкупил итальянский клуб «Венеция 1984», в котором Сара провела три года. 22 августа 2011 был подтверждён переход итальянки в швейцарскую команду Первой лиги «Базель», но уже через год, 15 июня 2012 Сара вернулась на родину и стала игроком «Брешии». С 2013 года по 2017 год Сара играла за «Таваньякко», с которым завоевала Кубок Италии в сезоне 2013/2014.

### В сборной
Сара играла в сборных до 14, 17 и 19 лет. Она провела четыре матча из пяти на чемпионате Европы среди девушек до 19 лет, прошедшем в июле 2008 года во Франции. Единственный гол на турнире она пропустила только от сборной Франции (ей забила француженка Эжени Ле Соммер), в финале она сохранила в ворота в неприкосновенности, позволив сборной победить Норвегию и завоевать титул чемпионок. Тогда же Сару включили в список лучших игроков турнира. В 2009 году Сара была призвана в состав сборной на чемпионат Европы 2009 года как резервный вратарь при уже играющей Анне-Марии Пикарелли, но не сыграла ни одной встречи.
3 марта 2010 Сара провела первую игру за сборную Италии на товарищеском турнире на Кипре против сборной Англии (Италия проиграла 3:2). Дебют её в официальных турнирах состоялся 19 сентября 2012 в Афинах в отборочном турнире к чемпионату Европы 2013 года, когда она вышла в матче против Греции. Антонио Кабрини включил Пенцо в состав сборной для участия в чемпионате Европы 2013 года в Швеции. Сара не сыграла ни на одном из четырёх матчей сборной Италии на том турнире.

## Достижения

### Клубные
- Победительница Кубка Италии: 2007/2008, 2013/2014

### В сборной
- Чемпионка Европы среди девушек до 19 лет: 2008